# Рансимен, Стивен
Сэр Джеймс Ко́кран Сти́венсон «Стивен» Ра́нсимен (англ. James Cochran Stevenson 'Steven' Runciman; 7 июля 1903, Нортамберленд — 1 ноября 2000, Радвей, Англия) — британский историк-медиевист, византинист. Член-корреспондент Британской академии и Американской академии медиевистики. Иностранный член Американского философского общества (1965). Автор ряда широко известных работ. Кавалер ордена Кавалеров Почёта.

## Биография
Родился в Нортумберленде (Северо-Восточная Англия) в семье членов Парламента от Либеральной партии; его отец в 1937 году получил титул виконта Доксфорда.
Учась в Итонском колледже был однокурсником и близким товарищем Джорджа Оруэлла; оба обучались французскому у Олдоса Хаксли. В 1921 году начал занятия историей в Тринити-колледже Кембриджского университета у Джона Бьюри, став в 1927 году действительным членом этого колледжа за работу по Византии.
Рансимен получил наследство от своего деда (1st Baron Runciman), который был крупным судовладельцем, и оставил университетскую должность, став много путешествовать.
В 1942—1945 годах профессор византийского искусства в Стамбульском университете, где начал исследовать крестовые походы, в результате чего появилась наиболее известная на Западе его работа History of the Crusades (с англ. — «История крестовых походов»; 3 тома: 1951, 1952 и 1954). Как указывает профессор Томас Мэдден, в этом труде Рансимену удалось определить современный, хотя порой и критикуемый взгляд на крестовые походы.
Один из авторов «Оксфордского биографического словаря». 
В продолжение своей жизни овладел рядом языков, включая латынь и греческий. 

## Личная жизнь
Рансимен был геем, однако скрывал это из-за того, что христианство, к которому Стивен себя относил, считает это несомненным грехом. По словам самого Рансимена, его жизнь без гомосексуальности могла бы быть проще. Впрочем, одновременно с этим он рассказывал и о том, что имел «блудный темперамент» и не был отягощён моралью, свободно выбирая себе спутника и имея случайные связи. Данных о постоянном любовнике не существует.

## Публикации
- The Emperor Romanus Lecapenus and His Reign  (1929)
- The First Bulgarian Empire (1930)
  - Рансимен С. История Первого Болгарского царства. — СПб.: Евразия, 2009.
- Byzantine Civilization (1933)
- The Medieval Manichee : A Study of the Christian Dualist Heresy  (1947)
- A History of the Crusades: Volume 1, The First Crusade and the Foundation of the Kingdom of Jerusalem (Cambridge University Press 1951) (Folio Society, edition 1994)
  - Рансимен С. Основание Иерусалимского королевства. Главные этапы первого крестового похода / Пер. с англ. Т. М. Шуликовой. — М.: ЗАО «Центрполиграф», 2020. — 287 с. — ISBN 978-5-9524-5454-5.
- A History of the Crusades: Volume 2, The Kingdom of Jerusalem and the Frankish East (Cambridge University Press 1952) (Folio Society edition, 1994)
  - Рансимен С. Завоевания крестоносцев. Королевство Балдуина I и франкский Восток / Пер. с англ. А. Б. Давыдовой. — М.: ЗАО «Центрполиграф», 2020. — 479 с. — ISBN 978-5-9524-5456-9.
- A History of the Crusades: Volume 3, The Kingdom of Acre and the Later Crusades (Cambridge University Press 1954) (Folio Society edition 1994)
  - Рансимен С. Королевство Акры и поздние крестовые походы. Последние крестоносцы на Святой земле / Пер. с англ. Т. М. Шуликовой. — М.: ЗАО «Центрполиграф», 2020. — 447 с. — ISBN 978-5-9524-5473-6.
- The Eastern Schism: A Study of the Papacy and the Eastern Churches in XIth and XIIth Centuries  (1953)
- The Sicilian Vespers: A History of the Mediterranean World in the Later Thirteenth Century (1958)
  - Рансимен С. Сицилийская вечерня. История Средиземноморья в XIII веке. — СПб.: Евразия, 2007.
- The White Rajahs (1960)
- The Fall of Constantinople 1453 (1965)
  - Рансимен С. Падение Константинополя в 1453 году. — М.: Наука (ГРВЛ), 1983. Переиздание: М.: Изд. Сретенского монастыря, 2008.
- The Great Church in Captivity (1968)
  - Великая Церковь в пленении. История Греческой церкви от падения Константинополя в 1453 г. до 1821 г. — СПб.: Издательство Олега Абышко, 2006.
- The Last Byzantine Renaissance (1970)
- The Orthodox Churches and the Secular State (1972)
- Byzantine Style and Civilization  (1975)
- The Byzantine Theocracy (1977)
  - Рансимен С. Восточная схизма. Византийская теократия. — М.: Восточная литература, 1998. — 240 с. — ISBN 5-02-016999-4, ISBN 5-02-011703-X.
- Mistra (1980)
- Patriarch Jeremias II and the Patriarchate of Moscow (1985)
- A Traveller’s Alphabet. Partial Memoirs. (1991)